# 俄罗斯君主列表
依據現代俄羅斯視角，862年留里克創立諾夫哥羅德公國到1917年尼古拉二世退位其間的統治者都屬於俄羅斯君主之範圍，而依據查證歷史統治者持有實際頭銜以及納貢關係，以莫斯科領土有關實質統治者計，由金帳汗開始至1917年俄國二月革命尼古拉二世退位其間君主完整構築莫斯科-俄羅斯權威。該列表以此時間段為主。
於基辅大公主治時的俄罗斯和白俄罗斯、乌克兰等諸公國貴族，在基辅罗斯时期共同效忠同位君主，後由於分封授爵增加分歧令諸公國不再一致效忠。
蒙古征服基辅罗斯瓦解原羅斯共主秩序後，被韃靼征服的罗斯諸國轉向金帐汗納貢稱臣，開始同時受到韃靼文明的影響；西部羅斯舊地（紅魯塞尼亞）則被立陶宛和天主教的波蘭入主並宣佈為「羅斯的繼承者」，在宗主信仰重構的影響中，孕育了日後近代的白俄罗斯和乌克兰；北方羅斯的诺夫哥罗德共和国曾繼續獨立維持地位，直至韃靼羅斯裡崛起的莫斯科大公在1478年將其吞併，為近代俄罗斯版圖奠定基礎。古羅斯留存的最後一個獨立公國梁赞大公国於1521年也被莫斯科吞併，至此原基輔羅斯諸國領土，由莫斯科、立陶宛大公國和克里米亚汗国分別控制。

## 莫斯科崛起及擴張沿革
拔都為首的蒙古人瓦解基輔羅斯後，羅斯諸國進一步分離和分立正統羅斯權威。莫斯科在金帳汗國時代正式獲得領主（大公）地位，逐漸積聚實力，至伊凡大帝在位期，相繼吞併諾夫哥羅德、布良斯克、特維爾、圖羅夫、明斯克、霍爾姆等公國，並脫離蒙古人的金帳汗國管治，令莫斯科大公成為蒙古羅斯諸地的新霸主。伊凡三世晚年娶拜占庭巴里奧略王朝的索菲婭·帕列奧羅格公主，將莫斯科大公國視作拜占庭帝國的承繼人。伊凡大帝和其子瓦西里三世致力出兵消滅蒙古和其他大公國殘餘勢力。1547年1月16日，伊凡大帝之孫伊凡四世自稱沙皇，成立俄羅斯沙皇國。
1598年1月17日，伊凡四世之子費奧多爾一世·伊萬諾維奇去世，留里克王朝結束，俄羅斯陷入混亂。僅伊凡四世的顧問鮑里斯·費奧多羅維奇·戈東諾夫登位時，勉強維持了對波蘭立陶宛聯邦的和平，但戈東諾夫在位七年間，俄國內部多有暴亂。戈東諾夫去世後，波蘭扶植了三位德米特里，皆稱為伊凡四世幼子。偽德米特里一世成功取得沙皇之位，但被瓦西里四世所推翻，成立叔伊斯基王朝。但波蘭立陶宛聯邦撕破停戰協定，宣稱瓦迪斯瓦夫四世對俄國王位有繼承權，入侵俄國。斯坦尼斯瓦夫·若烏凱夫斯基率領軍隊攻陷莫斯科。瓦西里四世被俘，叔伊斯基王朝被波蘭立陶宛聯邦終結。瓦迪斯瓦夫自稱沙皇伏拉斯基拉夫一世，透過七波耶會議，開始了波蘭立陶宛聯邦對俄羅斯的管治。梁贊公爵普羅科比·彼得羅维奇·利亞普諾夫以留里克王朝後裔身份號召俄羅斯人抵抗波蘭侵略，召開全俄縉紳會議。在他死後，大主教費奧多爾·尼基季奇·羅曼諾夫被推舉為領導人。在1613年2月21日其子米哈伊爾·費奧多羅維奇·羅曼諾夫為全俄沙皇米哈伊爾一世，1613年7月21日全俄縉紳會議還政沙皇，成立羅曼諾夫王朝。
羅曼諾夫王朝在阿列克謝·米哈伊洛維奇和費奧多爾三世治下，分別於波蘭立陶宛聯邦和奧斯曼帝國處取回烏克蘭地方，並因博格丹·赫梅利尼茨基率領哥薩克酋長國附庸俄國，俄國領土獲得大幅度的擴張，但因波羅的海沿岸的歸屬問題與瑞典帝國的關係急速惡化。彼得大帝於1696年開始進行彼得大帝改革，俄國開始西化。終於在1721的大北方戰爭打敗瑞典，取回自古斯塔夫大帝時代交給瑞典的俄國東北部海岸線。彼得大帝因此稱帝，成立俄羅斯帝國。彼得大帝去世後，由於他處決其子，導致無嗣繼位，他十四歲的孫子彼得二世去世後，羅曼諾夫王朝絕男嗣。在其女伊麗莎白女皇去世後，彼得大帝外孫彼得三世繼位，開始荷爾斯泰因-戈托普-羅曼諾夫王朝。
彼得三世在位不到一年便被妻子葉卡捷琳娜大帝所廢，葉卡捷琳娜二世在位期間三次瓜分波蘭、於第五次俄土戰爭大敗鄂圖曼，吞併克里米亞汗國。在她去世後，由其子保羅一世繼位，但因改革不得貴族支持，被暗殺於米哈伊洛夫宮，由其子亞歷山大一世繼位。亞歷山大一世在位期間領土再度大幅擴張，先後打敗奧斯曼和波斯，從瑞典處取得芬蘭大公國。在拿破崙戰爭的第六次反法同盟，擊敗法蘭西第一帝國，取得波蘭會議王國國王頭銜，俄國成為歐陸霸主。在克里米亞戰爭中，俄國戰敗，尼古拉一世之子亞歷山大二世因此推行改革，廢除農奴制，並結束了長達三十多年的高加索戰爭，出售阿拉斯加。在亞歷山大二世被激進青年謀殺後。亞歷山大三世繼位，俄羅斯開始工業化進程，並佔領全中亞。尼古拉二世登位後期，因1905年俄國革命，俄國開始立憲運動。因大斯拉夫主義俄國參與第一次世界大戰，在1917年俄國革命，尼古拉二世被推翻及軟禁，俄國君主制結束。

## 金帳汗國大汗
金帳汗國管治時期，莫斯科於1247年正式獲得領主（大公）地位，逐漸為日後擊敗汗國並擴張形成近代俄羅斯權力中心獲取實力。
| 名字                     | 在位時間             |
| 拔都                     | 1242-1255            |
| 撒里答                   | 1255-1256            |
| 乌剌黑赤                 | 1256-1257            |
| 别儿哥                   | 1257-1266            |
| 忙哥帖木儿               | 1266-1280            |
| 脱脱蒙哥                 | 1280-1287            |
| 兀剌不花                 | 1287-1290            |
| 脫脫                     | 1290-1312            |
| 月即别（烏茲別克汗）     | 1312-1340            |
| 迪尼别                   | 1340                 |
| 札尼别                   | 1340-1357            |
| 别儿迪别                 | 1357-1359            |
| 忽里纳                   | 1359-1360            |
| 纳兀鲁斯                 | 1360-1361            |
| 卡迪爾汗                 | 1361                 |
| 帖木儿火者               | 1361                 |
| 兀都·滅里·沙             | 1361                 |
| 凱里迪别                 | 1361                 |
| 穆拉德汗                 | 1362-1364            |
| 異密·普拉德·汗（篡位者） | 1364-1365            |
| 阿齊兹汗                 | 1364-1365            |
| 阿卜杜拉汗               | 1365-1367、1369-1370 |
| 哈桑·貝格汗              | 1368-1369            |
| 札尼别二世               | 1369-1370            |
| 馬合麻·布剌克            | 1370-1372、1375      |
| 兀鲁斯汗                 | 1372-1374            |
| 切爾克斯汗               | 1374-1375            |
| 卡根伯格汗               | 1375-1377            |
| 脱黑脱乞牙               | 1377                 |
| 帖木兒·滅里              | 1377-1378            |
| 阿拉伯·沙·穆扎法爾       | 1378-1380            |
| 脫脫迷失                 | 1378-1391            |
| 帖木儿·忽格鲁特          | 1391-1400            |
| 沙迪别汗                 | 1400-1407            |
| 不剌汗                   | 1407-1410            |
| 帖木儿汗                 | 1410-1411            |
| 札兰丁·汗                | 1411-1412            |
| 卡里姆·别兒迪            | 1412-1414            |
| 怯别汗                   | 1414                 |
| 库卡剌汗                 | 1414-1417            |
| 贾巴尔·别尔迪            | 1417-1419            |
| 道剌特·别尔迪            | 1419-1422、1427-1432 |
| 八剌汗                   | 1422-1427            |
| 兀鲁·穆罕默德            | 1419-1422、1427-1433 |
| 赛亦得·阿黑麻一世        | 1433–1435            |
| 马哈麻                   | 1435–1459            |
| 库楚克·马哈麻            | 1459–1465            |
| 阿黑麻汗                 | 1465-1481            |
| 谢赫·阿合马              | 1481-1502            |

- 1502年，金帳汗國被莫斯科大公伊凡三世滅亡。

## 諾夫哥羅德封建共和國大公
- 基輔羅斯滅亡後，最北端的諾夫哥羅德封建共和國仍然保留獨立地位，直到被莫斯科吞併。

| 名字                        | 在位時間        |
| 亚历山大·涅夫斯基           | 1241年 - 1252年 |
| 瓦西里·亚历山德罗维奇       | 1252年 - 1255年 |
| 雅罗斯拉夫三世·雅罗斯拉维奇 | 1255年          |
| 瓦西里·亚历山德罗维奇       | 1255年 - 1257年 |
| 亚历山大·涅夫斯基           | 1257年 - 1259年 |
| 德米特里·亚历山德罗维奇     | 1259年 - 1264年 |
| 雅罗斯拉夫三世·雅罗斯拉维奇 | 1264年 - 1272年 |
| 德米特里·亚历山德罗维奇     | 1272年 - 1273年 |
| 瓦西里·雅罗斯拉维奇         | 1273年 - 1276年 |
| 德米特里·亚历山德罗维奇     | 1276年 - 1281年 |
| 安德烈·亚历山德罗维奇       | 1281年 - 1285年 |
| 德米特里·亚历山德罗维奇     | 1285年 - 1292年 |
| 安德烈·亚历山德罗维奇       | 1292年 - 1304年 |
| 米哈伊尔·雅罗斯拉维奇       | 1308年 - 1314年 |
| 阿凡纳希·丹尼洛维奇         | 1314年 - 1315年 |
| 米哈伊尔·雅罗斯拉维奇       | 1315年 - 1316年 |
| 阿凡纳希·丹尼洛维奇         | 1319年 - 1322年 |
| 尤里·丹尼洛维奇             | 1322年 - 1325年 |
| 亚历山大·米哈伊洛维奇       | 1325年 - 1327年 |
| 伊凡一世                    | 1328年 - 1337年 |
| 谢苗·伊万诺维奇             | 1346年 - 1353年 |
| 伊凡二世                    | 1355年 - 1359年 |
| 德米特里·康斯坦丁诺维奇     | 1359年 - 1363年 |
| 德米特里·顿斯科伊           | 1363年 - 1389年 |
| 西美昂·奥利戈尔多维奇       | 1389年 - 1407年 |
| 瓦西里一世                  | 1408年 - 1425年 |
| 瓦西里二世                  | 1425年 - 1462年 |
| 伊凡三世                    | 1462年 - 1478年 |

- 1478年，诺夫哥罗德封建共和国被伊凡三世并入莫斯科大公国

## 莫斯科大公
- 1502年，伊凡三世滅金帳汗國，莫斯科大公成為俄國的君主，並統治了大部分的羅斯地區。

| 肖像 | 名稱                       | 生卒                          | 登位                                     | 退位                             |
| ---- | -------------------------- | ----------------------------- | ---------------------------------------- | -------------------------------- |
|      | 伊凡三世·瓦西里耶维奇 大帝 | 1440年1月22日 —1505年10月27日 | 1462年4月5日                             | 1505年10月27日                   |
|      | 瓦西里三世·伊万诺维奇      | 1479年3月25日 —1533年12月3日  | 1505年10月27日(繼位) 1505年11月6日(加冕) | 1533年12月3日                    |
|      | 伊凡四世·瓦西里耶维奇 雷帝 | 1530年8月25日 —1584年3月28日  | 1533年12月3日                            | 1547年1月16日 (宣示成為全俄沙皇) |

## 俄羅斯沙皇國沙皇
- 1547年，伊凡四世以拜占庭帝國繼承者自居，自稱沙皇(即俄語的凱撒，指一國之王)，創立俄羅斯沙皇國。

### 留里克王朝
| 肖像 | 名稱                           | 生卒          | 登位          | 退位          |
| ---- | ------------------------------ | ------------- | ------------- | ------------- |
|      | 伊凡四世·瓦西里耶维奇 雷帝     | 1530年—1584年 | 1547年1月26日 | 1584年3月28日 |
|      | 費奧多尔一世·伊萬諾維奇 敲钟者 | 1557年—1598年 | 1584年3月28日 | 1598年1月17日 |

### 戈東諾夫王朝
| 肖像 | 名稱                    | 生卒          | 登位          | 退位          |
| ---- | ----------------------- | ------------- | ------------- | ------------- |
|      | 伊琳娜·费奥多罗夫娜     | 1557年—1603年 | 1598年1月7日  | 1598年1月15日 |
|      | 鲍里斯一世·费奥多罗维奇 | 1552年—1605年 | 1598年3月3日  | 1605年4月23日 |
|      | 费奥多尔二世·鲍里索维奇 | 1589年—1605年 | 1605年4月23日 | 1605年6月20日 |

### 俄罗斯混乱时期

#### 三個德米特里
| 肖像 | 名稱                      | 生卒          | 登位           | 退位           |
| ---- | ------------------------- | ------------- | -------------- | -------------- |
|      | 伪德米特里一世·伊萬諾維奇 | 1581年—1606年 | 1605年6月30日  | 1606年5月27日  |
|      | 伪德米特里二世·伊萬諾維奇 | 1582年—1610年 | 1610年12月11日 | 1610年12月11日 |
|      | 伪德米特里三世·伊萬諾維奇 | ？—1612年     | 1611年3月28日  | 1612年5月      |

#### 叔伊斯基王朝
| 肖像 | 名稱                  | 生卒          | 登位          | 退位          |
| ---- | --------------------- | ------------- | ------------- | ------------- |
|      | 瓦西里四世·伊萬諾維奇 | 1552年—1612年 | 1606年5月27日 | 1610年7月27日 |

- 1610年7月27日，莫斯科被波蘭王室陸軍指揮官斯坦尼斯瓦夫·若烏凱夫斯基攻陷，叔伊斯基王朝被波蘭立陶宛聯邦終結。梁贊公爵普羅科比·彼得羅维奇·利亞普諾夫（俄语：Ляпунов, Прокопий Петрович）、蘇茲達爾公爵德米特里·米哈伊洛維奇·波扎爾斯基分別作為政府首腦和軍事指揮官組成臨時政府，繼續抵抗波蘭的侵略。

#### 瓦薩王朝（波蘭立陶宛聯邦）
| 肖像 | 名稱                  | 生卒          | 登位          | 退位          |
| ---- | --------------------- | ------------- | ------------- | ------------- |
|      | 伏拉斯基拉夫一世·瓦萨 | 1595年—1648年 | 1609年7月19日 | 1613年7月21日 |

##### 七波雅爾會議
在波蘭主導下，由俄羅斯貴族舉行的七波雅爾，擁護波蘭國王齊格蒙特三世之子瓦迪斯瓦夫為沙皇。與全俄縉紳會議敵對，成員如下：
國家元首：沙皇伏拉斯基拉夫一世
1. 费多尔·姆斯季斯拉夫斯基王公（領頭者）
2. 伊凡·米哈伊洛维奇·沃罗滕斯基
3. 安德烈·瓦西列维奇·特鲁别茨科伊（俄语：Трубецкой,_Андрей_Васильевич）
4. 安德烈·瓦西列维奇·戈利岑（俄语：Голицын,_Андрей_Васильевич）
5. 鲍里斯·米哈伊洛维奇·雷科夫-奥博伦斯基（俄语：Лыков-Оболенский,_Борис_Михайлович）
6. 波雅爾伊万·尼基蒂奇·罗曼诺夫（俄语：Романов,_Иван_Никитич）
7. 费奥多尔·伊凡诺维奇·舍列梅捷夫（俄语：Шереметев,_Фёдор_Иванович）

- 在1612年10月26日莫斯科被俄羅斯沙皇國收復後，政府遷至華沙，隨着成員先後去世而結束。

#### 全俄縉紳會議
1610年7月27日，叔伊斯基王朝滅亡，留里克王朝後裔梁贊公爵利亞普諾夫組成臨時政府。對抗波蘭國王、沙皇伏拉斯基拉夫以及七波耶會議，主要成員如下：
三領袖
- 梁贊公爵普羅科比·彼得羅维奇·利亞普諾夫（俄语：Ляпунов, Прокопий Петрович），全俄縉紳會議召集人，號召抵抗波蘭侵略，1611年病死。
- 申庫爾斯克公爵德米特里·季莫费耶维奇·特鲁别茨科伊親王，在利亞普洛夫死後成為俄國代理元首，1613年還政沙皇，並作為抵抗瑞典的指揮官，抵擋古斯塔夫二世的軍隊南下，在戰爭結束後回到領地隱居，不再過問國事。
- 伊凡·馬赫伊洛維奇·澤魯茨基（俄语：Заруцкий, Иван Мартынович），俄國哥薩克領袖，1614年因謀害波扎爾斯基被處決。

其他成員
- 費奧多爾·尼基季奇·羅曼諾夫
- 德米特里·米哈伊洛維奇·波扎爾斯基
- 庫茲馬·米寧(平民出身，因軍功被允許參加)

- 在1613年2月21日選舉羅曼諾夫家族的米哈伊爾為全俄沙皇，1613年7月21日全俄縉紳會議還政沙皇，成立羅曼諾夫王朝，全俄縉紳會議結束。

### 罗曼诺夫王朝
| 肖像 | 名稱                         | 生卒          | 登位                                                                                               | 退位                                    |
| ---- | ---------------------------- | ------------- | -------------------------------------------------------------------------------------------------- | --------------------------------------- |
|      | 米哈伊尔一世·費奧多羅維奇    | 1596年—1645年 | 1613年7月21日                                                                                      | 1645年7月23日                           |
|      | 阿列克谢一世·米哈伊洛维奇    | 1629年—1676年 | 1645年7月23日                                                                                      | 1676年2月7日                            |
|      | 费奥多尔三世·阿列克谢维奇    | 1661年—1682年 | 1676年2月7日                                                                                       | 1682年5月7日                            |
|      | 伊凡五世·阿列克谢维奇        | 1666年—1696年 | 1682年6月2日（與彼得一世共同執政）                                                                 | 1696年2月8日                            |
|      | 彼得一世·阿列克謝耶維奇 大帝 | 1672年—1725年 | 1682年5月7日 （與伊凡五世共同執政至1696年） （1682年—1689年，由索菲婭·阿列克謝耶芙娜·羅曼諾娃攝政) | 1721年11月2日 （宣示成為 全俄羅斯皇帝） |

## 全俄罗斯的皇帝

### 罗曼诺夫王朝
- 1721年，彼得大帝打敗瑞典帝國，奪得波羅的海出海口，自稱皇帝(即奧古斯都，指俄羅斯為羅馬帝國的繼承者，是為第三羅馬)，創立俄羅斯帝國。

| 肖像        | 名稱                          | 生卒          | 登位           | 退位           |
| ----------- | ----------------------------- | ------------- | -------------- | -------------- |
| Пётр I      | 彼得一世·阿列克謝耶維奇 大帝  | 1672年—1725年 | 1721年11月2日  | 1725年2月8日   |
| Екатерина I | 叶卡捷琳娜一世·阿列克谢耶芙娜 | 1684年—1727年 | 1725年2月8日   | 1727年5月17日  |
| Петр II     | 彼得二世·阿列克谢耶维奇       | 1715年—1730年 | 1727年5月18日  | 1730年1月30日  |
| Анна I      | 安娜一世·伊万诺夫娜           | 1693年—1740年 | 1730年2月13日  | 1740年10月28日 |
| Иван VI     | 伊凡六世·安东诺维奇 幼帝      | 1740年—1764年 | 1740年10月28日 | 1741年12月6日  |
| Елизаве́та I | 伊丽莎白一世·彼得罗芙娜       | 1709年—1762年 | 1741年12月6日  | 1762年1月5日   |

### 霍爾斯坦-戈托普-羅曼諾夫王朝
| 肖像        | 名稱                                   | 生卒          | 登位           | 退位                           |
| ----------- | -------------------------------------- | ------------- | -------------- | ------------------------------ |
| Пётр III    | 彼得三世·费奥多罗维奇                  | 1728年—1762年 | 1762年1月5日   | 1762年7月9日(遭謀殺)           |
|             | 叶卡捷琳娜二世·阿列克谢耶芙娜 大帝     | 1729年—1796年 | 1762年7月9日   | 1796年11月17日                 |
| Павел I     | 保罗一世·彼得罗维奇                    | 1754年—1801年 | 1796年11月17日 | 1801年3月23日/24日 （遭行刺）  |
| Александр I | 亚历山大一世·巴甫洛维奇                | 1777年—1825年 | 1801年3月24日  | 1825年12月1日                  |
|             | 尼古拉一世·巴甫洛维奇                  | 1796年—1855年 | 1825年12月26日 | 1855年3月2日                   |
|             | 亚历山大二世·尼古拉耶维奇 解放者       | 1818年—1881年 | 1855年3月2日   | 1881年3月13日 (遭行刺)         |
|             | 亚历山大三世·亚历山德罗维奇 和平缔造者 | 1845年—1894年 | 1881年3月13日  | 1894年11月1日                  |
|             | 尼古拉二世·亚历山德罗维奇 殉教者       | 1868年—1918年 | 1894年11月1日  | 1917年3月15日 （退位）         |
|             | 米哈伊爾二世·亚历山德罗维奇 （有爭議） | 1878年—1918年 | 1917年3月15日  | 1917年3月16日 （本人拒絕接受） |

## 1917年以後俄羅斯皇位傳承者
- 1918年，阿列克谢二世
- 1918年－1924年，虛位。
- 1924年－1938年，基里尔一世大公
- 1938年－1992年，弗拉基米尔一世大公
- 1992年至今，玛利亚一世女大公
  - 法定繼承人，瑪利亞的兒子，格奥尔基·米哈伊洛维奇大公
- 1992年－2014年，尼古拉三世王子
- 2014年－2016年，季米特里五世王子
- 2016年－2021年，安德烈一世王子
- 2021年至今，阿列克谢三世王子
  - 法定繼承人，阿列克谢的弟弟，彼得·安德烈耶維奇王子
- 2013年起，尼古拉·基里洛维奇大公